# Magnoliaceae
Famille
Classification APG III (2009)
Les Magnoliaceae (les Magnoliacées) sont une famille de plantes à fleurs. Ce sont des angiospermes à caractères primitifs. La subdivision en genres est discutée.
En classification phylogénétique APG (1998), cette famille accepte seulement deux genres : Liriodendron et Magnolia.
Ce sont des arbres ou des arbustes des zones tempérées à tropicales. Appartiennent à cette famille les magnolias (genre Magnolia) et les tulipiers du genre Liriodendron.

## Étymologie
Le nom vient du genre Magnolia donné en l'honneur du botaniste français Pierre Magnol (1638-1715) qui fut le premier à introduire la notion de "famille" dans une classification botanique se voulant « naturelle ».
Les noms Magnoliophyta, Magnoliopsida, Magnoliidae sont formés à partir du nom Magnoliaceae.

## Description
L'organisation de la fleur de magnolia est remarquable. À la différence de la plupart des autres plantes à fleurs, qui ont leurs pièces florales disposées en cercles successifs (verticillées), les magnoliacées ont des pièces florales libres, en nombre indéterminé et disposées en spirale (spiralées). On[Qui ?] suppose que ce caractère, d'après les fossiles dont on dispose, est primitif[réf. nécessaire]. Ce sont de grandes fleurs actinomorphes. Les pétales et les sépales ne sont pas très différenciés les uns des autres et on utilise le terme de "tépale" pour les désigner. 
On retrouve une sorte de tige appelée thalamus sur lequel se développent les structures florales.

## Liste des genres

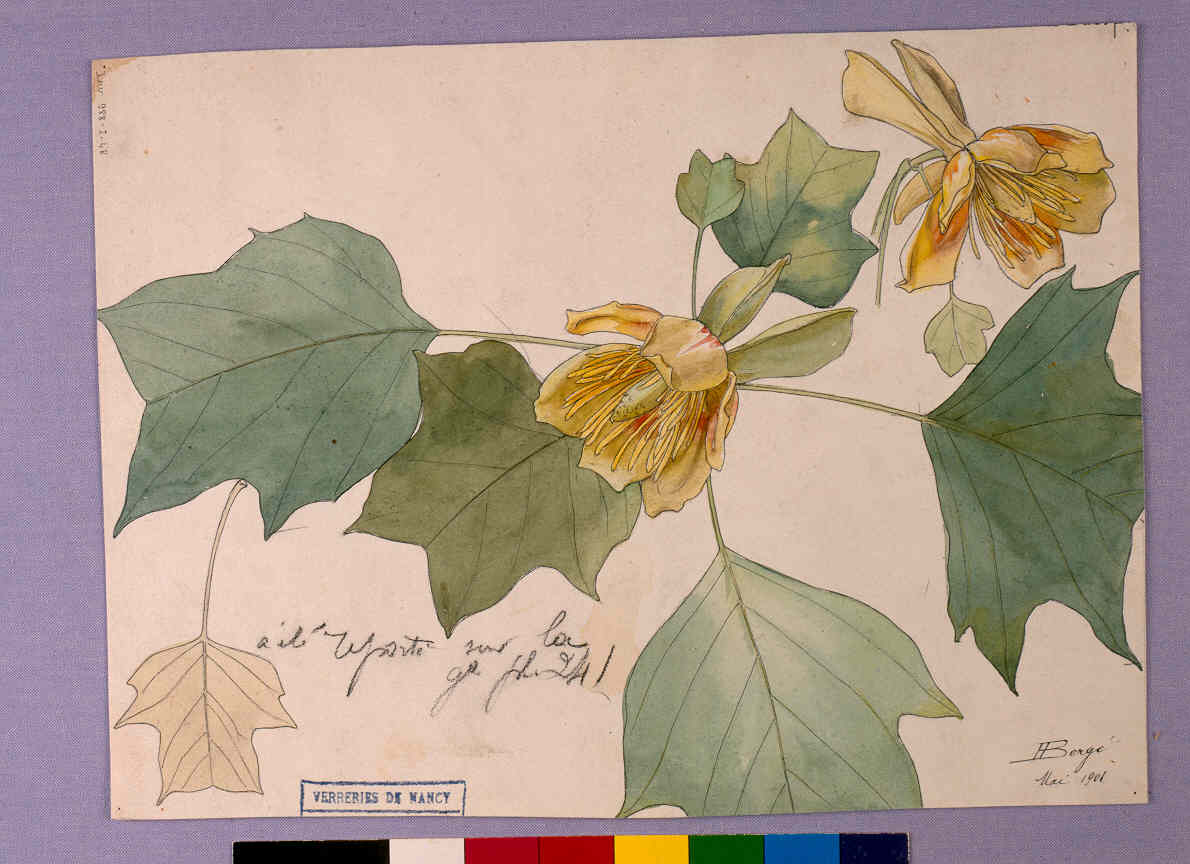
Tulipier de Virginie (Liriodendron tulipifera), 1901, Henri Bergé, musée de l'Ecole de Nancy.

Selon World Checklist of Selected Plant Families (WCSP) (1er Novembre 2016) et Angiosperm Phylogeny Website (1er Novembre 2016) :
- genre Liriodendron L. (1753)
- genre Magnolia L. (1753)

Selon NCBI (1er Novembre 2016) :
- Tulipier de Virginie (Liriodendron tulipifera), 1901, Henri Bergé, musée de l'Ecole de Nancy.genre Liriodendron
- genre Magnolia
- genre Michelia

Selon ITIS (1er Novembre 2016) :
- genre Liriodendron L.
- genre Magnolia L.
- genre Michelia L.
- genre Parakmeria Hu & Cheng
- genre Talauma Juss

Selon DELTA Angio (13 avr. 2010) :
- genre Elmerrillia
- genre Kmeria
- genre Liriodendron
- genre Magnolia
- genre Manglietia
- genre Michelia
- genre Pachylarnax